# Karly Gaitán Morales
Karly Gaitán Morales (Managua, Nicaragua, 25 de marzo de 1980) es una escritora, columnista, periodista, editora e historiadora de cine nicaragüense. Nació y creció en Managua, se graduó de la Facultad de Ciencias de la Comunicación de la Universidad Centroamericana (UCA), Managua, Nicaragua.

## Infancia y educación
Gaitán Morales nació y creció en Managua, Nicaragua. Es comunicadora social con énfasis en prensa escrita y cuenta con posgrados en periodismo en línea y en marketing. 

## Escritora y periodista
Como escritora ha publicado poesía y narrativa breve. Ha recibido premios y reconocimientos interuniversitarios por su trabajo literario y un premio de fotografía. También se ha dedicado a la investigación histórica, la crítica y producción cinematográfica y a la gestión y desarrollo de proyectos y consultorías con organismos como Plan Internacional, CINEX, la UNESCO y el Instituto Nicaragüense de Cultura.
Como periodista ha sido editora de revistas digitales e impresas como La Investigación y Espacio Vital Magazine, jefa de sección literaria y de cultura de periódicos universitarios, articulista de suplementos culturales nicaragüenses como La Prensa Literaria, Nuevo Amanecer Cultural y la sección Voces del Diario La Prensa.
Ha contribuido a las secciones literarias y culturales de La Prensa Literaria, el Nuevo Amanecer Cultural y Voces de La Prensa. De 2005-2014 ella fue miembro activa de la Asociación Nicaragüense de Escritoras (ANIDE).De 2018 a 2021 fue presidente del Centro Nicaragüense de Escritores (CNE), que fue el más importante gremio de escritores en Nicaragua durante treinta y un años (1990-2021).
En 2012, publicó su primer libro Cita con Sergio Ramírez. Entrevistas. Artículos. Crónicas, obra  sobre el escritor nicaragüense y Premio Cervantes Sergio Ramírez. El prólogo de la primera edición fue escrito por Luis Rocha Urtecho. El libro fue presentado oficialmente en la Feria Internacional del Libro de Guadalajara, Feria Internacional del Libro del Palacio de Minería de Ciudad de México, Feria Internacional del Libro de París (Salon du livre de París), y en la Feria Internacional del Libro de Miami. 
Gaitán Morales se ha dedicado a la investigación de la historia del cine en Nicaragua. Los resultados de su investigación están compilados en su primer libro sobre cinematografía, titulado A la conquista de un sueño. Historia del cine en Nicaragua, con una presentación del escritor chileno y Premio Planeta (2003) Antonio Skármeta. El libro abarca la historia del cine desde el año 1899 hasta el presente y es considerado la primera "biografía" del cine nicaragüense.
Desde el año 2017 es autora de la columna "La ventana discreta" en la revista centroamericana (Casi) literaly directora de la editorial Cinéma Éditions. A partir de 2021 es miembro del Movimiento Mundial Dariano (MMD), organismo cultural sin fines de lucro de nivel planetario que tiene su sede principal en Miami, Florida.

## Obras de ficción
Desventura (novela). (1a. Ed., San Francisco, California, Cinéma Éditions). ISBN 978-99964-0-870-0. Texto de contraportada de Rosa Montero.

## Obras de Investigación y Ensayos
- Cita con Sergio Ramírez. Entrevistas.[15] Artículos. Crónicas. (2012 primera edición) Universidad Autónoma de Nuevo León, Monterrey, México
- A la conquista de un sueño. Historia del cine en Nicaragua[16] (2014 primera edición) Managua, Nicaragua (ISBN 978-99964-895-0-1) publicado con fondos de la Fundación para la Cinematografía y la Imagen (FUCINE), el Centro Nicaragüense de Escritores (CNE), y la Agencia Suiza para el Desarrollo y Cooperación (COSUDE).
- Historia del cine en Nicaragua.[17] A la conquista de un sueño (Fucine, 1.ª y 2.ª ed., 2014, 2015, Managua. 3.ª edición: Estados Unidos, 2022).
- 400 películas del cine en Nicaragua.[18] 120 años de arte fílmico (1897-2017). Fichas y comentarios (Cinéma Éditions, Estados Unidos, 2021).
- 25 mujeres de la historia del cine en Nicaragua. Galería de retratos. (Cinéma Éditions, Estados Unidos, 2022).
- Cinemanía. Declaración de amor al cine nicaragüense. Artículos, apuntes y ensayos. (Cinéma Éditions, Estados Unidos 2022).
- 120 personajes del cine en Nicaragua. Semblanzas y perfiles. (Cinéma Éditions, Estados Unidos, 2022).
- La Nouvelle Vague Nica Cine y otras artes audiovisuales en Nicaragua. (Inédito).
- 50 años del terremoto de Managua (1972-2022). 50 Newsreels, películas y documentales que hicieron historia.(Cinéma Éditions, Estados Unidos, 2022).

## Antologías
- Coeditora: Nicaragua cuenta.[19] Libro de cuento nicaragüense. (Universidad de Zaragoza, España, 2018. Coord. Juan Bolea).
- Coautora: Un lugar en el mundo.[20] El cine latinoamericano del siglo XX en 50 películas. (Editorial UOC, España, 2020. Coord. Eduardo Guillot).
- Coautora: Antología del Bicentenario de Centroamérica.[21] (Ayame Editorial, México, 2021. Coord. Carlos Jarquín).

## Festival de Cannes
- 2016 Hasta con las uñas, mujeres cineastas de Nicaragua[22] Corto metraje seleccionado oficial por el Festival de Cannes con Gaitán Morales como productora y escritora de libreto y Tania Romero como directora del filme.

## Premios y distinciones
- 2023. Medalla al Mérito "Rubén Darío", otorgada por el Movimiento Mundial Dariano (MMD), Miami, Florida, noviembre, 2023.
- 2022 International Latino Book Awards,[23] Los Ángeles, California, USA, Gaitán Morales recibió medallas como el mejor libro traducido al inglés de no ficción.
- BEST NONFICTION BOOK TRANSLATION,[23] 2022 International Book Latino Awards (Empowering Latino Futures Proudly. Los Ángeles, California, 2022). Traductora: María Roof.
- SILVER MEDAL,[24] Best Translation. 2022 International Book Latino Awards (Empowering Latino Futures Proudly. Los Ángeles, California, 2022). Traductora: María Roof.
- HONOR MEDAL.[24] 22 International Book Latino Awards (Empowering Latino Futures Proudly. Los Ángeles, California, 2022).

## Traducciones
- 2021 Sergio Ramírez: Interviews and Chronicles. Traducción al inglés por María Roof.  Casasola Editores. ISBN:1942369530